# Mistrovství světa v zápasu řecko-římském 1953
Mistrovství světa v zápasu řecko-římském proběhlo v Neapoli, Itálie v roce 1953. 

## Výsledky
| Kategorie | Zlato            | Stříbro         | Bronz            |
| --------- | ---------------- | --------------- | ---------------- |
| do 52 kg  | Boris Gurevič    | Ahmet Bilek     | Maurice Mewis    |
| do 57 kg  | Artem Terjan     | Imre Hódos      | Giovanni Cocco   |
| do 62 kg  | Olle Anderberg   | Umberto Trippa  | Elie Naasan      |
| do 67 kg  | Gustav Freij     | Kyösti Lehtonen | Šazam Safin      |
| do 73 kg  | Hurgen Šatorjan  | Miklós Szilvási | Franco Benedetti |
| do 79 kg  | Givi Kartozija   | Axel Grönberg   | Kalervo Rauhala  |
| do 87 kg  | August Englas    | Kelpo Gröndahl  | Kurt Rusterholz  |
| +87 kg    | Bertil Antonsson | Johannes Kotkas | Guido Fantoni    |